# جو بيلمونت (مغني)
جو بيلمونت (بالإنجليزية: Joseph Walter Fulton)‏ هو مغني أمريكي، ولد في 22 يوليو 1876 في شاموكين في الولايات المتحدة، وتوفي في 29 أغسطس 1949 في نيويورك في الولايات المتحدة.

## وصلات خارجية
- جو بيلمونت على موقع ميوزك برينز (الإنجليزية)
- جو بيلمونت على موقع ديسكوغز (الإنجليزية)